# Тера Маријана
Тера Маријана (лат. Terra Mariana, дословно „Земља Девице Марије”) било је званично име за подручје средњовековне, односно Старе Ливоније која је обухватала подручје данашње Летоније и већи део Естоније. Тера Маријана је званично основана 2. фебруара 1207. године у време Ливонског крсташког рата као кнежевина Светог римског царства (иако је тај статус изгубила већ 1215. када је папа Иноћентије III цело подручје директно подредио Светој столици).
Папски легат Вилхелм Моденски поделио је по налогу папе територију Тера Маријане на 6 феудалних кнежевина:
- Естонско војводство (лат. Ducatus Estoniae) − Dominium directum Краља Данске;
- Ришка архиепископија;
- Курландијска епископија;
- Дорпатска епископија;
- Езел-викска епископија (лат. Ecclesia Osiliensis);
- Територија под управом Ливонијског братства мача (лат. Fratres militiæ Christi Livoniae).

## Историја
Народи који су живели дуж источних обала Балтичког мора међу последњим су народима у Европи који су примили хришћанску религију преко Римокатоличке цркве. Иако је папа Целестин III 1193. покренуо крсташки поход против пагана који су живели на том подручју до првих крсташких похода дошло је знатно касније, у време столовања папе Иноћентија III. Почетком 13. века германски крсташи са Готланда и из северних делова Светог римског царства успели су да покоре балтичке Ливонце и Латгалијане уз токове Западне Двине и Гаује. На освојеним територијама крсташи су оснивали утврђења, па је тако 1201. године подигнута Ришка тврђава, а већ наредне године основано је и Ливонијско братство мача као део крсташких витезова Темплара. Да би се убрзало покоравање паганских подручја папа Хонорије III је 1218. данском краљу Валдемару II обећао територијално ширење на подручју Естоније у оноликој мери колико територије војнички освоји. Истовремено је и ришки бискуп Алберт вон Буксхевденс тражио дозволу од немачког краља Филипа Швапског за истоветне акције на северу. Последњи народи који су пали под власт крсташа били су Осилијанци, Курши и Земгали.
Након крсташких освајања подручја која су покорили немачки и дански крсташи подељена су по налогу папе на неколико феудалних кнежевина (то се десило 1228. године). Средњовековном Ливонијом у почетку је управљало Ливонијско братство мача (од 1237. трансформисани у Ливонијски ред) и Римокатоличка црква. Средином 14. века дански краљ Кристоф II продао је данске територије Ливонском реду који је тако контролисао подручје од око 67.000 км², док је преосталих око 41.000 км² било под управом црквених власти. Подручја под управом Ливонског реда била су подељена на око 40 области којима је управљао вогт. Највећа црквена територија била је Ришка архиепископија која је обухватала подручје површине око 18.000 км². Званичну титулу владара (управника) целог подручја Тера Маријане имао је ришки надбискуп, иако није имао стварну моћ на целом подручју.
Током целог постојања средњовековне ливонске државе долазило је до честих сукоба за политичку превласт између Цркве, припадника Ливонског реда и немачке племићке елите. Два велика грађанска рата одвијала су се у периодима 1296−1330. и 1313−1330, а као последица Ђурђевданског ноћног устанка (1343−1345) долази до анексије данске Естоније од стране Тевтонске монашке државе.
- Ливонски ред
- Курландијска бискупија
- Езел-викска бискупија
- Дорпатска бискупија
- Рига
- Ришка надбискупија

Након пораза у бици код Гринвалда 1410. Тевтонски ред почиње да губи свој значај и моћ, а Ливонски ред почиње да се издваја као независан субјект. Да би се спречиле учестале нетрпељивости између неколико владајућих фракција на подручју целе Ливоније, на предлог ришког надбискупа Јоханеса Амбундија основана је 1419. заједничка ливонска скупштина, која је касније прерасла у Ливонијску конфедерацију. 
 He became known as the organizer of the Livonian confederation.
Ливонска конфедерација званично је престала да постоји након распуштања Ливонског реда 1561. године.